# 襄東会戦
襄東会戦（じょうとうかいせん）は、日中戦争中の1939年5月1日から5月20日まで、湖北省の襄東地区で行われた日本陸軍と国民革命軍による戦闘である。反攻を企図して集結した中国軍を日本軍が撃滅しようとした。襄東とは、襄河（漢水の別称）以東の地域を指す。作戦名称は「そ号作戦」。中国側の呼称は随棗会戦。

## 背景
1938年（昭和13年）に行われた日本軍による武漢作戦・広東作戦で主要都市武漢、広東を失陥した国民政府は、打撃を受けた中国軍の整理・再編成をおこない、1939年（昭和14年）4月頃までにそのおおむねを完了させた（第一期整編）。中国軍は4月上旬から整編部隊を基幹とした「四月攻勢」を開始した。武漢北西方面の第5戦区には湯恩伯指揮の第31集団軍（6個師）が集結中で、第5戦区正面の第3師団や第16師団は出撃してきた中国軍を撃退しつつあった。
四月攻勢の情報を得た第11軍は、反攻を企図して集結した第5戦区軍に打撃を与えることにより、占領地域を安定確保し中国側の抗戦意思を挫折させることを目的に、「そ号作戦」の準備を開始した。この作戦では、中国軍部隊の撃滅、特にその中核兵団である第31集団軍（司令：湯恩伯）を目標としており、漢水東方地区の中国軍に打撃を与えたのち、反転して元の占領地域に復帰するというものであった。大本営は第11軍の作戦地域を前年12月2日に制限していたが、本作戦での一時的な越境を許可した。

## 参加兵力

### 日本軍
- 第11軍 - 軍司令官：岡村寧次中将
  - 第3師団 - 師団長：藤田進中将
    - 配属部隊 - 戦車1個大隊、野戦重砲兵2個連隊など

  - 第13師団 - 師団長：荻洲立兵中将
  - 第16師団 - 師団長：藤江恵輔中将
  - 騎兵団 - 長：小島吉蔵少将
    - 騎兵第4旅団、騎兵第17大隊、騎兵第20連隊など

  - 澄田支隊（第11軍砲兵隊主力を基幹に編成）

### 中国軍
- 第5戦区 - 司令長官：李宗仁上将
  - 第31集団軍 - 総司令：湯恩伯
    - 第13軍（第89師、第110師、第193師）
    - 第85軍（第4師、第23師、第91師）

  - 第11集団軍 - 総司令：李品仙
    - 第84軍（第173師、第174師、第189師）
    - 第39軍（第34師、第56師）

  - 第45軍（第22集団軍所属。第122師、第127師）
  - 第37師、第180師　（右翼兵団（襄西地区）の一部[5]）
- 第1戦区（河南省方面）の一部
  - 第2集団軍 - 総司令：孫連仲
    - 第30軍（第30師、第31師）
    - 第68軍（第119師、第143師）

## 作戦経過
5月1日、東方面の第3師団が予定通り中国第31集団軍に対して牽制攻撃を開始した。当初中国軍の抵抗は微弱だったが、第31集団軍主力が前進してくると激しい抵抗となった。一方、南から進撃予定の日本軍主力（第13師団、第16師団等）方面では中国軍に退却の兆候が見られたため、予定を早めて5月5日から前進を開始、中国軍主陣地を突破して一挙に北進した。
5月6日、日本の第11軍司令部は、東方面と南方面の中国軍両翼拠点が崩壊したと判断し、中国軍の中核兵団である第31集団軍を棗陽北東の山地で包囲するよう命令した。第3師団が高城鎮付近の主陣地を撃破して転進しようとした時、第31集団軍の増加反撃を受けたがこれを撃退して前進した。師団の鈴木支隊（歩兵1コ大隊半）は、5月10日桐柏を占領した。
主力の第16師団・騎兵団は、中国軍が漢水西岸へ脱出するのを抑えながら漢水東岸に沿って北上急進し、滾河（漢水支流）の線まで進出。滾河渡河後は、中国軍の北方退路を遮断する形で北東方面へ旋回した。第16師団の左追撃隊（酒井支隊）は、5月9日夜、湖家鎮（棗陽の北方）で9個師からなる中国軍部隊に追いついて潰乱させた。騎兵団は第16師団の後方を前進したのち、滾河・唐河・白河を渡河して5月10日に新野を占領した。翌5月11日、騎兵団は韓庄付近を北上中の中国軍集団部隊を補足して、これに大打撃を与えた。（韓庄の戦い）
一方、第3師団正面では中国軍第4師が投入されたことで頑強な抵抗を受け、5月9日においても第31集団軍や広西軍主力（第84軍）は、依然として唐県鎮以北の山地内に存在すると判断された。このため5月10日、日本軍は包囲圏を圧縮して中国軍を山地内で捕捉することを企図した。5月11日、第3師団は合河付近で第31集団軍の3～4個師を撃破追撃し、翌日新集に到達した。軍主力（第13、第16師団、騎兵団）も山地周辺で中国軍を撃破した。
5月12日、第11軍司令部は中央直系軍（第31集団軍等）をおおむね壊滅させ作戦目的を達成したと判断し、部隊を反転させ大洪山東方地区の残敵掃討を命令した。5月13日から14日にかけ、各部隊は反転行動に移り各地で中国軍を掃討した。5月15日、第13師団は長崗店付近の山地一帯の陣地を占領している3～4個師に対して包囲攻撃を計画した。師団は5月20日に長崗店付近を掃討したが、中国軍は広大な山地に分散して退却したため予期したほどの戦果は上がらなかった。
襄東会戦の目的達成に伴って、5月下旬までに日本軍は元の占領地警備態勢に移行した。日本軍は、この会戦で約30個師前後の中国軍と交戦し、約20個師に大打撃を与えたものと判断した。中国軍は一時的に漢水以東地区を放棄した。作戦の戦果は遺棄死体約15,000、捕虜約1,600名、鹵獲火砲約15門、機関銃約140丁で、日本軍の損害は戦死約650名、負傷約1,800名だった。

## 韓庄の戦い
襄東会戦中の特筆すべき戦闘として、韓庄の戦いが挙げられる。日本軍第11軍の左前方に進出した騎兵団（団長・騎兵第4旅団長小島吉蔵少将）は、5月10日に新野にて退却中の中国軍（500～600名）を撃破し、翌5月11日、中国軍主力の背後に出るため進路を東に向けた。前衛の騎兵第25連隊（長綾部橘樹大佐）は、進路上に潜伏していた中国兵を捕らえ、有力な中国軍部隊がこの方面に向かって退却してくるとの情報を得たため戦闘準備を整えて前進した。
韓庄（韓荘鎮：汝南県の一部）の西方6～700メートルに近づいた時、突如部落から射撃を受けたため、前衛の第25連隊は道の北側に移動して徒歩攻撃を開始した。これを見た小島少将は、騎兵第17大隊（長保刈清中佐）に正面から徒歩攻撃を命じ、騎兵第20連隊（長須藤研治中佐）を部落の北方、騎兵第26連隊（長加藤源之助中佐）を部落の南方に向けて乗馬突進させ、三方向からの包囲態勢をとった。
乗馬突進した第20、第26両連隊は韓庄から東方へ退却中の中国軍縦隊に対して乗馬襲撃を敢行、徹底的に蹂躙した。徒歩攻撃の第25連隊、第17大隊、旅団機関銃隊も火力で敵を圧倒した。交戦したのは第180師の補充団と第183師の3個団を主とした約1万人と見られ、多数の死体を遺棄して潰走した。
日中戦争中には中隊以下の乗馬戦闘は幾つか発生したが、旅団規模による騎兵戦闘は、日露戦争中の1904年（明治37年）5月30日、騎兵第1旅団により行われた曲家店の戦い以来のもので、小島騎兵団による戦闘が日本史における最後の大規模な乗馬戦となった。